# Vliegtuigloodsen (Grimbergen)

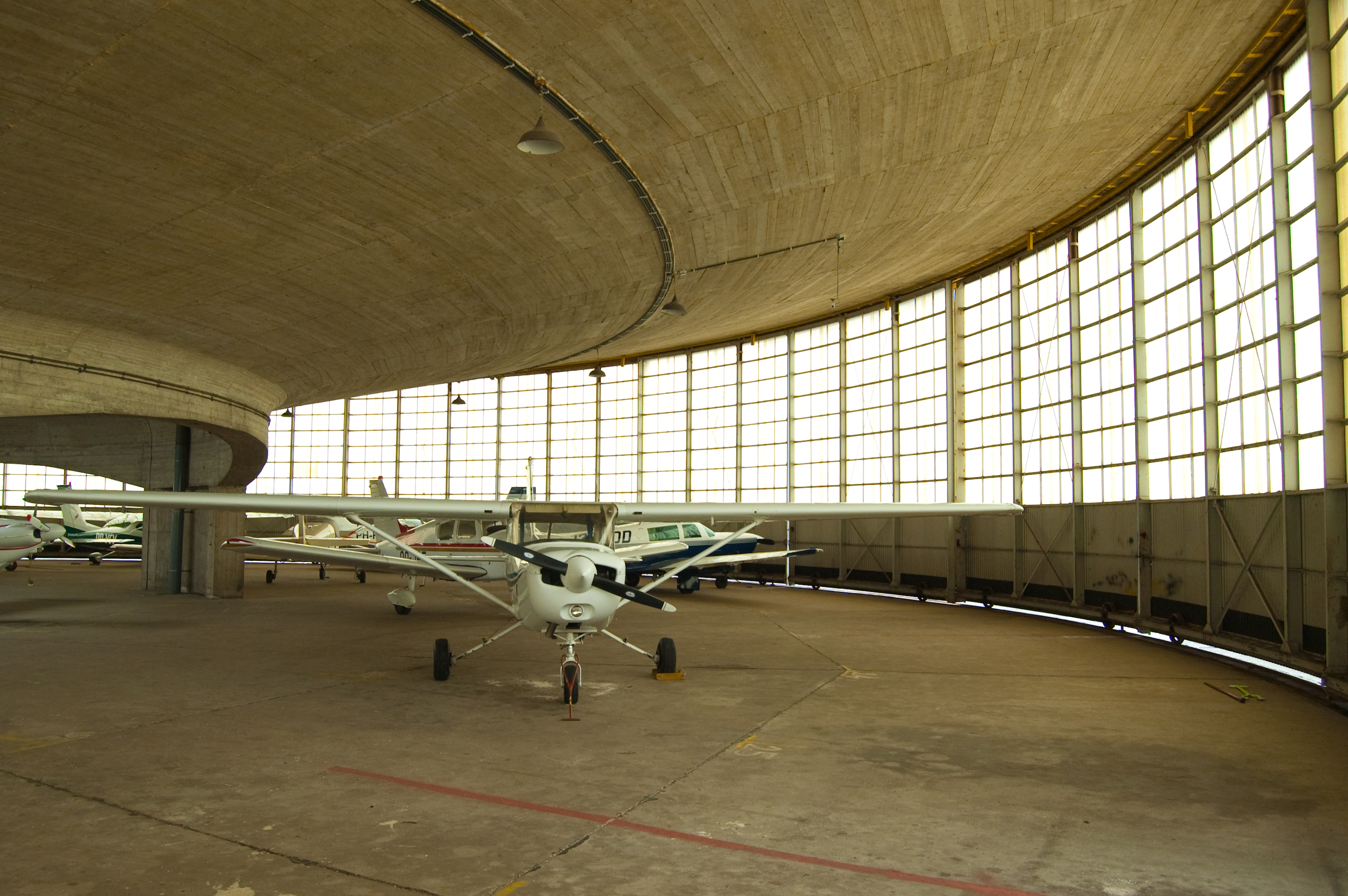
Het interieur van de vliegtuigloodsen in Grimbergen ontworpen door Hardy

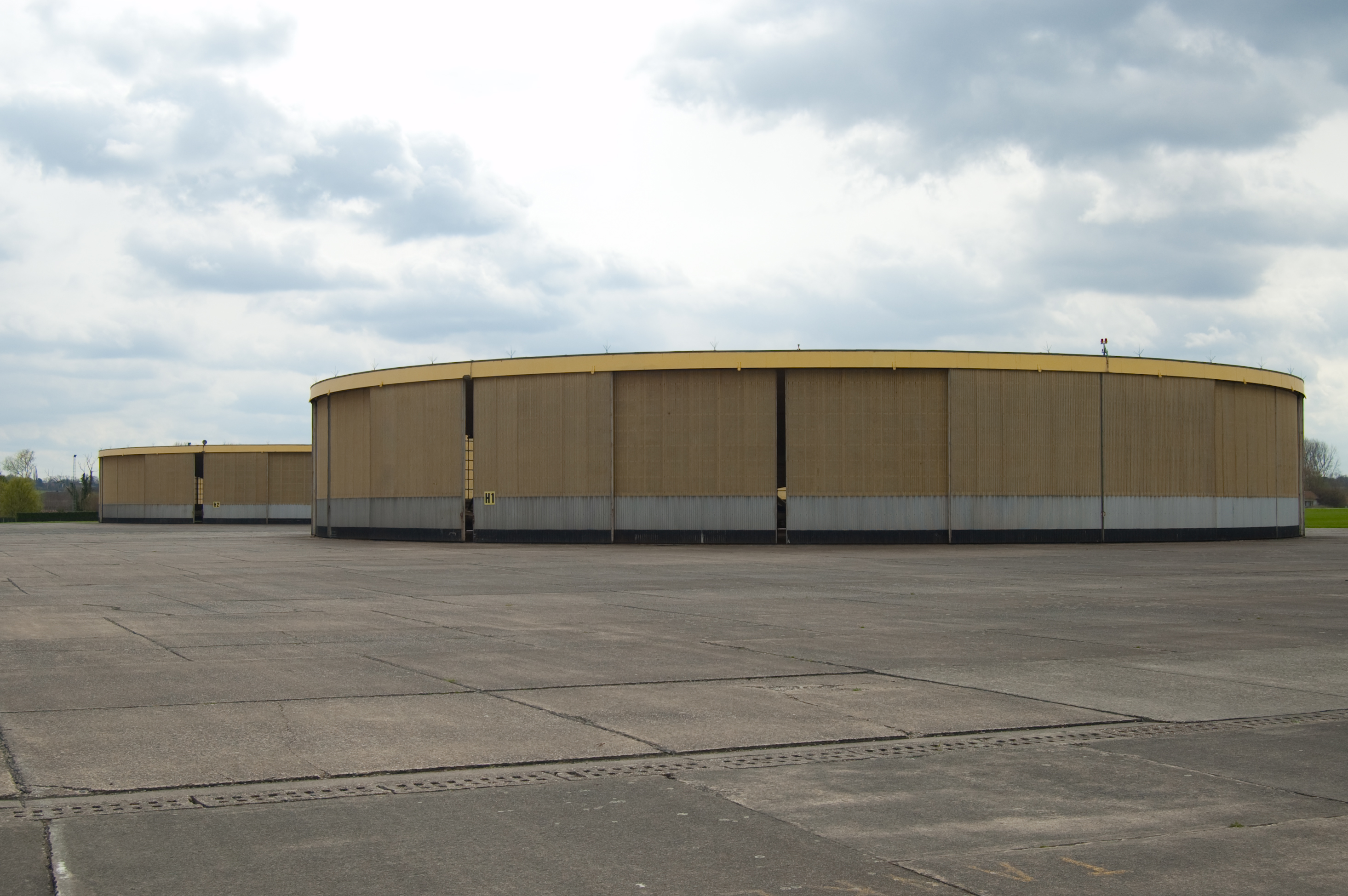
Zicht op de buitenkant van de loodsen

De vliegtuigloodsen op het vliegveld Grimbergen zijn twee ronde betonnen hangars, die ontworpen zijn door Alfred Hardy.
De hangars werden in 1947 gebouwd op basis van het principe van een betonnen paddenstoelconstructie (la dalle autoportante) waarop Hardy in 1946 een patent had genomen. Volgens het principe van de ronde vorm van de schaalstructuur wordt de structuur van het dak op een innovatieve en zeer lichte manier gebouwd: hoewel de betonschalen voor het dak van de hangars nergens dikker zijn dan 10 cm, wordt dankzij een zelfdragende betonstructuur een oppervlakte van bijna 2000 m² overspannen. Er is geen buitenwand, maar een aaneenschakeling van schuifdeuren over de volledige omtrek. De diameter van de hangars bedraagt 50 meter; de binnenste cirkel waar de 4 poten zich bevinden heeft een diameter van 22 meter; de buitenste uitkraging bedraagt zo 14 meter vanaf de steunpunten tot de schuifdeuren rondom.
Doordat de cirkelvormige structuur zelf in helling staat en aan zijn uiteinden door een trekring vastgehouden wordt, kan ze onder belasting niet openplooien. De krachtsverdeling is zo dat in principe in de trekring alle trekkrachten opgenomen worden (door de spankabels), en in de betonnen schaal zelf enkel de drukkrachten. Op deze manier worden de materialen optimaal benut, en kunnen ze kleiner gedimensioneerd worden.
Dit ontwerp van Hardy was het enige Belgische werk dat werd opgenomen in de overzichtstentoonstelling Twentieth Century Engineering in 1964 in het New Yorkse Museum of Modern Art en is ouder dan de meeste schaalbetonnen realisaties van architecten zoals Eero Saarinen (Verenigde Staten) of Felix Candela (Mexico).

## Bescherming en restauratie
De hangars werden in 2006 beschermd als monument en in 2017 werd voorzien om ze te restaureren voor een bedrag van 1 miljoen euro. In 2021 moest dat bedrag echter opgetrokken worden tot 2 miljoen euro.
Op 21 juni 2024 werd de eerste gerenoveerde loods plechtig heropend.